# 朽網宗壽
朽網 宗壽（くたみ むねひさ/そうじゅ）は、安土桃山時代から江戸時代前期にかけての武士。
大友氏の譜代重臣・朽網氏の出身だが、嫡流の鎮則が島津氏に内通したとして殺されたため、父鑑房は浪々のまま玖珠で不遇のうちに死去した。『筑後国史』によれば、宗壽は母の蒲池徳子の郷里の筑後国へ行き、柳川の蒲池氏菩提寺の崇久寺の食客となり、蒲池姓を名乗ったとされる。
子供は三人おり、嫡子の鎮武は福岡藩に仕え、次子の蒲池鎮明は蒲池の名跡を継ぎ、三男の宗常の子が『蒲池物語』を著した蒲池豊庵。そのうち三男の家系が朽網に復姓し朽網氏の系譜を江戸時代に伝える。